# Le Déjeuner sur l'herbe (filme)
Le Déjeuner sur l'herbe (prt: Um Piquenique no Campo ou A Festa dos Sentidos; bra: O Almoço sobre a Relva) é um filme francês de 1959, do gênero comédia romântica, escrito e realizado por Jean Renoir e protagonizado por Paul Meurisse, Catherine Rouvel e Fernand Sardou.